# Oxydia alpiscaria
Oxydia alpiscaria là một loài bướm đêm trong họ Geometridae.